# Финны в Мурманской области
Финны являются одним из малочисленных, но исторически значимых народов современной Мурманской области. По данным Всероссийской переписи населения 2010 года, число финнов на территории области составляло 273 человека. Являются в большинстве своём потомками переселенцев из Финляндии, иммигрировавших в Россию во второй половине XIX века. По отношению к финнам Мурманской области иногда применяют наименование «кольские финны» (фин. Kuolansuomalaiset, Muurmanninsuomalaiset). В 30-х—40-х годах XX века подверглись репрессиям и насильственному переселению.

## История

### Причины миграции

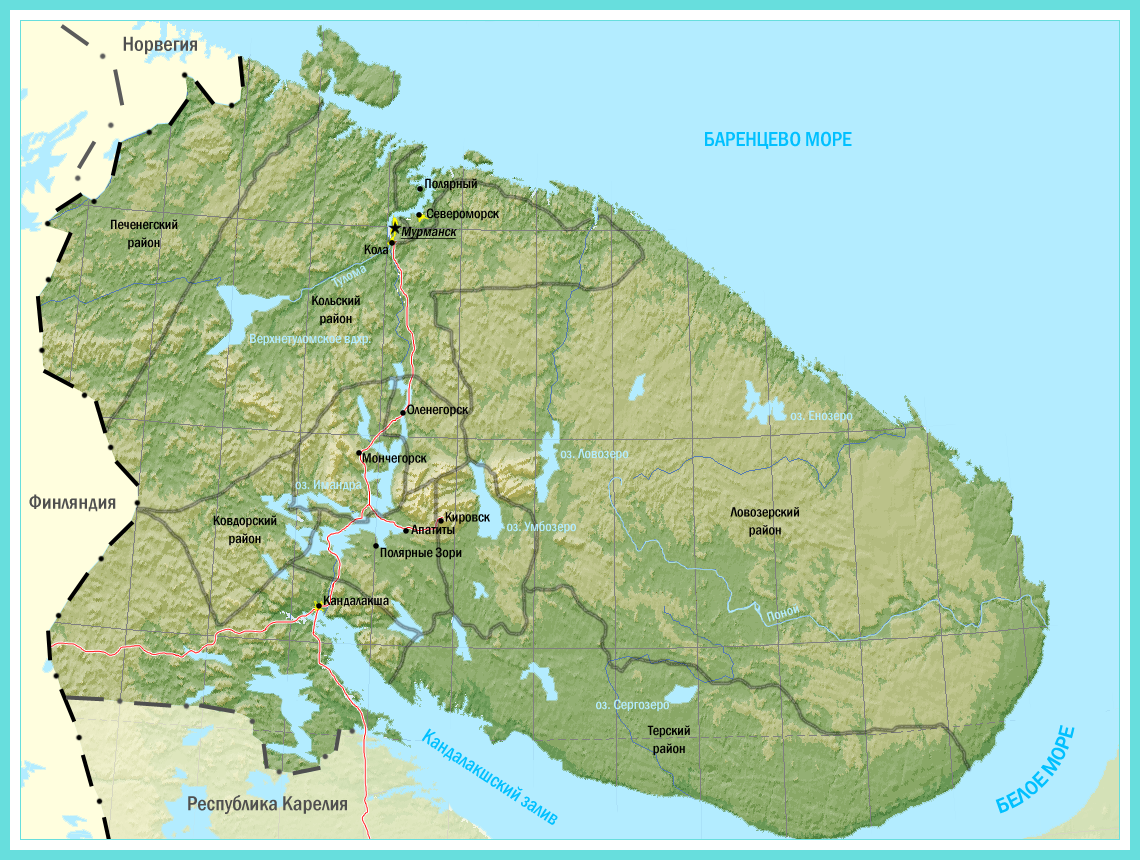
Мурман

Мурманский берег в течение долгих столетий из-за тяжёлых климатических условий оставался слабо заселённым. Охотники и рыболовы, занимавшиеся морским промыслом во время промыслового сезона, и не пытались здесь создать постоянные поселения. Вопрос о колонизации этого региона возник в середине XIX века. Колонизация Мурманского берега стала необходимой ввиду бурного развития соседнего норвежского региона Финнмаркен, что грозило ослаблением российской государственности на Мурмане. В целом, колонизация способствовала развитию рыбных промыслов, торговли и транспорта в крае. Архангельский губернатор С. П. Гагарин разработал проект колонизации Мурмана. При этом предполагалось, что система хозяйствования норвежцев и финнов послужит обогащению модели русских колонистов.
Голод в Финляндии в 1866—1868 годах также в значительной мере повлиял на переселение финнов из Великого княжества Финляндского на Кольский полуостров.
Толчком к миграции также стало подписанное в 1868 году Александром II «Положение о льготах колонистам Мурмана».

#### Положение о даровании льгот колонистам
Колонистам разрешался беспошлинный ввоз товаров из‑за границы, предоставлялись ссуды, бесплатно — государственный лес для строительства домов и надворных построек, разрешались различные промыслы, на 8 лет колонисты освобождались от всевозможных налогов, на три призыва отсрочивалась служба в армии. Взамен колонисты должны были оплачивать содержание волостных и сельских властей, квартиры для приезжих чиновников. По решению правительства, колонистами становились не только русские и кочевые лопари, но и иностранцы, принявшие российское подданство.
В 1876 году льготы были не только продлены, но была предоставлена полная свобода в торговле спиртными напитками.

### Царский период
Колонизация Кольского полуострова финнами, норвежцами, фильманами (саамы-лютеране, выходцы из Норвегии и Финляндии) и карелами относится к третьему этапу заселения полуострова. Переселение началось во второй половине 50-х годов XIX века и носило стихийный характер. Финские и финнизированные саамские (квенские) семьи из Великого княжества Финляндского (в основном, из Улеаборгской губернии) переселялись на Мурманский берег из-за голода и ряда других неблагоприятных причин. Первые колонии финнов (Земляная и Ура-Губа) возникают на Западном Мурмане. С 1860 года поощряемый губернской и центральной властью России, этот процесс был узаконен и начал носить целенаправленный характер. В 60-х годах XIX века царское правительство пригласило на Кольский полуостров колонистов из соседних Швеции, Норвегии и Великого княжества Финляндского. Это решение привело к быстрой скандинавской колонизации полуострова. Массово финские поселенцы начали заселять Кольский полуостров c 1865 года. В 1867 году на Мурманском побережье проживало 114 выходцев Финляндии. 22 ноября 1868 года правительство Российской империи приняло законы, гарантирующие льготы поселенцам-колонистам. Колонисты освобождались от государственных податей и повинностей, от военной службы, могли бесплатно пользоваться лугами и лесами, беспошлинно ввозить из‑за границы товары. В 1888 году на Кольском полуострове проживало 823 финна. В 1889 году на Мурманском берегу имелось домохозяйств: финнов — 176, русских — 125, карелов — 72, норвежцев — 36, саамов — 20, других — 6 (эстонцы, шведы, немцы). В 1890-е годы колонизация направляется в сторону Кольского залива: возникают новые финские сёла (Сайда-Губа, Белокаменка, Красная Щель, Грязная Губа, Ваенга, Росляково, Тюва-Губа и другие). Часть финнов оседает в центре уезда — Коле. К 1895 году численность финнов составляла 810 человек из общего числа жителей Кольского уезда, составлявшего 8690 всех жителей (9 %). В Кольском уезде в 1897 году насчитывалось 1276 финнов, что составляло 11,5 % от всех российских подданных уезда. 50 % из них являлись мигрантами первого поколения (83 % — выходцы из Улеаборгской губернии). В 1907 и 1910 годах в Ура-Губе, Земляной и Цып-Наволоке были организованы финские школы.
В 1913 году в Мурманско-колонистской волости численность колонистов составляла 1756 чел., в том числе финнов и норвежцев — 1048; в Териберской волости — 1401, в том числе финнов и норвежцев — 326 (общая численность финнов и норвежцев — 43,5 %).

### Занятия и быт
На Западном Мурмане кольские финны расселялись главным образом на побережье и занимались в основном морскими промыслами и охотой. Из-за охотничьих угодий и мест рыболовства иногда возникали споры с саамами. В восточной части Кольского полуострова они занимались животноводством и отчасти земледелием. По словам губернатора Архангельской губернии (1893—1901) А. П. Энгельгардта, каждая финская семья имела корову, иногда овец и кур. Несмотря на суровые климатические условия Кольского полуострова, колонистам удавалось содержать достаточное количество скота, благодаря тому, что по берегам рек встречались хорошие луга и скот был достаточно обеспечен питанием. Из овощей выращивали только репу и картофель. Из злаков сеяли ячмень.
Финны жили хуторами на расстоянии 1,5—2 км друг от друга.
Внутреннее убранство в домах кольских финнов было значительно скромнее, чем у ингерманландцев. Печную трубу складывали из плоского дикого камня. Сама же крыша делалась из обрезных досок, по краям которых выстругивали желобок для стока воды.
Локко С. П. так описывает быт кольских финнов:
```
Мебель, как и каждодневная посуда, была самодельная: стол вытесан из плах сосны. Миски изготавливались из березового капа, ложки были деревянные и металлические, посуда из бересты. Фарфоровая посуда использовалась в праздники и занимала почетное место в доме. На стене висели медвежья шкура, ружье. Утварь дополняли инструменты и прялка. В отличие от ингерманландцев, в каждом доме кольских финнов были охотничьи лыжи (длиной 2,5 м). 
```

### Взаимоотношения с другими народами
Переселенцы вели изолированный образ жизни и предпочитали не смешиваться с русским населением; в большинстве своём они не подверглись ассимиляции, сохранили культуру, язык и религию. Отношение норвежских и финских колонистов к русским было настороженное: так, вайдо-губские переселенцы ни под каким видом не соглашались принять в свою среду русских колонистов (на п‑ове Рыбачий, лучшем районе Западного Мурмана, в семи поселениях колонистского общества не было ни одного русского). Такая изолированность с 1870-х годов породила в российской публицистике обсуждение «финской угрозы» интересам государства в северной его части.
Из-за охотничьих угодий и мест рыболовства иногда возникали споры с саамами.

### Советский период
После революции 1917 года большинство финских колонистов осталось на Кольском полуострове, а приток финнов продолжился. Ленин и его правительство объявили полную поддержку национальным меньшинствам. Большевики, в соответствии с марксистской доктриной, предполагали, что колонисты Мурмана принадлежат к классу трудящихся («трудовое рыбачество»), и следовательно должны быть признательны новой экономической и национальной политике. Советская власть установилась на Мурмане после нескольких лет иностранной интервенции. Поэтому, с помощью политики «коренизации» большевики добивались перехода жителей отдалённых районов страны на сторону новой власти. Всего в Ленинградско-Карельском регионе (Ленинградская, Мурманская, Новгородская, Псковская, Череповецкая губ. и Карелия) в 1926 году насчитывалось свыше 15,5 тыс. финнов. Основная часть диаспоры (71 %) проживала в Ленинградской губернии и Ленинграде (соответственно 7113 и 3940 чел.), 15 % (2327 чел.) приходилось на Карелию, 11 % (1697 чел.) — на Мурманскую губернию. В середине 1920-х в городе Мурманске работало пять финских школ. В 1930 году в Мурманском округе был образован Финский национальный район. 58 % (1297 человек) населения района в то время имело финское происхождение. Вместе с саамами, норвежцами и шведами они составляли подавляющее большинство населения района — 72 %. Официальными языками в районе были финский и русский. Финские коммунисты (местного и скандинавского происхождения) занимали руководящие посты в этой территориальной единице. Районная газета «Полярный коллективист» (фин. Polarnoin kollektivisti) издавалась тиражом в 500 экземпляров на финском и русском языках. В период коллективизации 1928—1932 годов на базе финских колоний были созданы колхозы: «Похьян Тахтя» («Северная звезда») в Белокаменке, «Риенто» («Стремление») в Ваенге, «Тойсту» («Обновление») в Грязной Губе, «Райя Каластайя» («Пограничный рыбак») в Озерке, «Тармо» («Энергия») в Ура-Губе и «Сойхту» («Факел») в Тюва-Губе.
Многие финны и норвежцы покинули Мурман в 20-30 годах XX века.

### Репрессии
Первые репрессии власти против финнов были вызваны политикой коллективизации. Последующие локальные переселения финского населения связаны со строительством на Мурмане военно-морских баз Северного флота и советско-финской войной 1939—1940 годов. Радикально изменилась советская национальная политика в 1937 году. В ходе массовых операций в Мурманском крае было арестовано 694 финна, 23 норвежца и 6 шведов или около 20 % взрослого населения этих меньшинств. В административном центре финского района Ура-Губа НКВД арестовало 27 человек — практически весь финский руководящий состав. Летом 1937 года в мурманской прессе развернулась пропагандистская кампания против «финского буржуазного национализма», целью которой было объяснить местному населению и администрации массовые аресты финского населения.
```
«упорно боролись против русского языка, стремясь сохранить финское население в своей национальной обособленности, презирали всё русское то есть советское…» 
«В этом они имели кое-какой успех … враги народа создали Китайскую стену между финским и русским населением которая не даст возможности финнам расти культурно и вместе со всем советским народом приобщаться к социалистической культуре … только язык Ленина-Сталина, язык революции откроет [финнам] широкую дорогу».
```

Новая административная реформа и ликвидация национальных школ на Мурмане осуществлялись одновременно с репрессиями. В 1938—1939 гг. на Кольском полуострове были ликвидированы культурно-национальные автономии финнов, норвежцев и саамов, закрыты все школы меньшинств. Финское издание газеты «Полярный коллективист» было остановлено в январе 1938 году, а сотрудники редакции репрессированы. Одновременно с массовыми арестами и ликвидацией национальных институтов советским правительством были закрыты дипломатические миссии северных стран на северо-западе РСФСР: норвежское консульство в Архангельске, а также финское и шведское консульства в Ленинграде. Дипломатические миссии были местом, куда кольские финны, норвежцы и шведы обращались за помощью.
До июня 1938 г. Мурманский округ входил в состав Ленинградской области, поэтому арестованные кольские норвежцы, финны и шведы расстреливались в Ленинграде. Жертвы НКВД были реабилитированы советскими и российскими органами правосудия, что доказывает их невиновность.
В начале июля 1940 года, после окончания зимней войны и начала нацистской оккупации Норвегии, Карельская АССР была преобразована в Карело-Финскую ССР. Государственными языками в республике были объявлены русский и финский. Финское, скандинавское, балтийское население Мурманской области, считавшееся «политически неблагонадежным элементом», было депортировано летом 1940 года при проведении укрепления государственной границы по приказу наркома НКВД Лаврентия Берии как «инонациональности» во внутренние районы Карелии. В связи с депортацией населения газета «Полярный коллективист» прекратила свой выход. Переселённые в 1941 и 1942 году финны оказались в Сибири на положении административно высланных. 29 декабря 1944 года НКВД СССР издал приказ № 274, согласно которому все эвакуированные финны были взяты на учёт по линии Спецотдела НКВД СССР и УНКД, после чего 9104 гражданина финской национальности получили статус спецпоселенцев.
В отличие от ряда других автономий, Финский национальный район не был восстановлен после 1953 году. После реабилитации часть финнов вернулась в Кольский край.

### Религия
Абсолютное большинство финнов-колонистов — лютеране, приписанные к Ура‑Губскому лютеранскому приходу. Встречаются пережитки дохристианских культов. Так, например, священным характером наделяются обыкновенно хозяйственные постройки. Так как с ними связан культ домашних духов, причём при переходе к новым формам жилья, культ нередко продолжает совершаться в прежнем жилище.
Невзирая на строгий запрет властей в конце 1930-х годов, в финских селениях Мурманского побережья люди продолжали праздновать Рождество. К концу 1930-х годов, в результате репрессивной политики советских властей, деятельность лютеранской церкви на территории Советского Союза была полностью парализована. Все лютеранские церкви и приходы, в том числе финские, были закрыты, священнослужители и активные прихожане подверглись репрессиям, были разогнаны руководящие органы лютеранской церкви.

## Современное положение
В 1930-х — 1940-х годах возникшие в конце XIX века анклавы скандинавских и финских общин на Кольском полуострове прекратили свое существование, а созданный колонистами в течение века культурный ландшафт был разрушен. В 1993 году вышло постановление Верховного Совета Российской Федерации о реабилитации российских финнов. Все репрессированные, даже дети, родившиеся в выселенных семьях, получили справки о реабилитации и «о прекращении дела».
В 2002 году число финнов в Мурманской области составляло около 426 человек. По данным Всероссийской переписи населения 2010 года, в Мурманской области проживало 273 финна.
В октябре 2012 года мемориал, посвящённый жертвам Большого террора с надписями на финском и русском языках, предполагалось открыть в Кировске по инициативе финских организаций и российской правозащитной организации Мемориал. По распоряжению местных властей милиция остановила возведение памятника как незаконного.

## Культура
Ежегодно в Мурманске проводится День финской литературы.
Значительный вклад в культуру Мурманской области внесли финны Арви Иванович Хуттунен (художник, живописец) и Свен Петрович Локко (03.03.1924 — 2008, писатель, член Союза писателей России, публицист, художник). Последний посвятил судьбе финских колонистов произведение «Финны на Мурмане».